# 弓狀核
弓狀核（英文：Arcuate nucleus），或稱漏斗核，為下視丘內側基底部聚集的神經元，鄰近第三腦室和正中隆起。弓狀核包含許多重要神經元群，如：神經內分泌細胞、集中投射神經元等等。

## 神經內分泌神經元
神經內分泌神經元具有正中隆起的神經末端，可以釋出多巴胺於垂體門脈血（hypophysial portal blood）中。這些多巴胺通常被稱為「結節漏斗多巴胺」（tuberoinfundibular dopamine，TIDA）神經元。在會分泌乳汁的女性中，TIDA神經元會被吸吮動作的刺激抑制。多巴胺從正中隆起的神經末端，運送至腦下垂體前葉，再此處受催乳素（PRL）調控；多巴胺受催乳素分泌的抑制，所以當TIDA神經元受到抑制時，或增加催乳素的分泌，而催乳素受產乳刺激。催乳素作為短環的負回饋方式來減少受多巴胺產生的刺激程度。弓狀的多巴胺神經元也可以抑制促性腺激素釋放激素（GnRH）的釋出，這解釋了為何泌乳（或具有高泌乳激素血症）的女性會有月經稀發或閉經（少發生或無月經）症狀。
神經內分泌神經元主要分布在細胞核內的腹外側（ventrolateral）部，並製造生長激素釋放激素（growth hormone-releasing hormone，GHRH）。如TIDA神經元，神經內分泌神經元具有正中隆起的末端神經。GHRH釋出至垂體門脈血中並運送於腦下垂體前葉，在此處可對生長激素進行調控；GHRH會刺激生長激素的分泌。這些神經元受體抑素抑制。GHRH神經元的電活動與體抑素神經元（somatostatin neurons）之間的相互關係，使生長激素分泌，分泌的模式對其生物有效性很重要。

## 集中投射神經元
集中投射神經元包含神經肽Y（neuropeptide Y，NPY）、刺鼠肽基因相關蛋白（agouti-related protein，AgRP）和抑制性神經遞質γ-氨基丁酸（GABA）。集中投射神經元在細胞核的最腹內側部（ventromedial），突出至下視丘外側和下視丘的室旁核（paraventricular nucleus），在食慾的調節中扮演重要角色。當集中投射神經元受到活化時，可促進食慾，受瘦蛋白、胰島素和YY肽抑制；胃飢餓激素活化。
集中投射神經元包含阿黑皮素原（pro-opiomelanocortin，POMC）的產物、古柯鹼和安非他命調節轉錄（cocaine- and amphetamine-regulated transcript，CART）。集中投射神經元廣泛分布於腦內許多區域，包含下視丘全部的細胞核。這些細胞對於食慾的調控非常重要，當細胞受活化時會抑制進食。集中投射神經元受瘦蛋白和胰島素的循環濃度活化，且它們可直接促使肌肉活動；受NPY神經元抑制。POMC神經元突出至內側視前核（medial preoptic nucleus），與人類性行為有關，不論男性或女性。POMC的表現受性類固醇類（gonadal steroids）調節，NPY會調節POMC產物及β-內啡肽。
集中投射神經元可產生體抑素，位於室周核（periventricular nucleus）的神經內分泌生長抑素神經元，可調控不同種類生長素的分泌。

## 其他
某一小群神經元可合成胃肌餓激素（ghrelin），但這群神經元的作用仍不清楚；在弓狀核中的許多神經元有表現胃肌餓激素的受器，但這些受器被認為主要只對經由血液傳播的胃肌餓激素有用。
弓狀核包含許多特化的被稱為腦室膜細胞（tanycytes）的室管膜細胞（ependymal cells）。

## 延伸阅读
- Kawano H, Daikoku S. . J. Comp. Neurol. 1988, 271 (2): 293–9. PMID 2897982. doi:10.1002/cne.902710209.

- Cone RD. . Nature Neuroscience. 2005, 8 (5): 571–8. PMID 15856065. doi:10.1038/nn1455. 外部链接存在于|title= (帮助)